# Zane Weir
Zane Weir (Amanzimtoti, 7 settembre 1995) è un pesista sudafricano naturalizzato italiano, che dal febbraio 2021 rappresenta l'Italia.
Detiene la terza prestazione italiana di sempre nel getto del peso con la misura di 22,44 m, dietro Leonardo Fabbri e Alessandro Andrei.
È allenato dall'ex pesista Paolo Dal Soglio.

## Biografia
Nato e cresciuto ad Amanzimtoti, ha studiato alla Westville Boy's High School e all'Università di Città del Capo, ma ha origini italiane. Weir ha detto, che dopo aver ascoltato i racconti sportivi di suo nonno Mario in Italia, decise di avviare il processo per rappresentare l'Italia dopo aver conseguito la laurea in finanza e contabilità. Suo nonno era stato un appassionato sportivo; era affetto dalla malattia di Alzheimer.
Ha stabilito il record personale di 21,11 m nel febbraio 2021 (1 cm sopra lo standard di qualificazione) che gli è valso l'accesso ai Giochi olimpici di Tokyo 2020. Nel maggio dello stesso anno, conclude al quinto posto il meeting di Doha, seconda tappa della Diamond League.
Nel corso dei Giochi olimpici di Tokyo si qualifica per la finale con un lancio di 21,25 m, che migliora di 14 cm il proprio record personale. In finale si classifica al quinto posto, incrementando ulteriormente il proprio record personale prima a 21,40 m e poi a 21,41 m.
Raggiunge un nuovo record personale il 5 settembre 2021, al Meeting Città di Padova, con un lancio di 21,63 m, che migliora il risultato olimpico di 22 centimetri, ancora migliorato in Caorle il 19 settembre, a 21,66 m.
Nel marzo 2022 vince la Coppa Europa di lanci a Leiria, in Portogallo, stabilendo la seconda prestazione italiana di sempre (a pari merito con Leonardo Fabbri) con un lancio di 21,99 m. In seguito gareggia ai Mondiali indoor di Belgrado 2022, classificandosi sesto con il record nazionale di 21,67 m.
Nel giugno 2022 subisce la frattura dell’indice, dovendo così rinunciare ai Mondiali di Oregon 2022 ed agli Europei di Monaco di Baviera 2022.
Il 3 marzo 2023 conquista la medaglia d'oro agli europei indoor di Istanbul (la centesima nella storia dell'atletica italiana), siglando anche il record nazionale con la misura di 22,06 m. Dopo una finale sottotono ai mondiali di Budapest - conclusi all'undicesimo posto - il 3 settembre a Padova migliora il suo personale siglando, con la misura di 22,44 m, la seconda migliore prestazione outdoor di sempre per un atleta italiano.

## Progressione

### Getto del peso
| Stagione | Misura  | Luogo           | Data      | Rank. Mond. |
| -------- | ------- | --------------- | --------- | ----------- |
| 2023     | 22,44 m | Padova          | 3-9-2023  | 4º          |
| 2022     | 21,99 m | Leiria          | 13-3-2022 | 5º          |
| 2021     | 21,66 m | Caorle          | 19-9-2021 | 13º         |
| 2020     | 20,70 m | Borgo Valsugana | 20-9-2020 | 24º         |
| 2019     | 19,09 m | Germiston       | 27-9-2019 | 143º        |
| 2018     | 15,77 m | Pretoria        | 23-3-2018 | 976º        |
| 2017     | 16,76 m | Pretoria        | 31-3-2017 | 600º        |
| 2016     | 16,91 m | Germiston       | 1-4-2016  | 546º        |
| 2015     | 14,94 m | Città del Capo  | 14-2-2015 | -           |
| 2014     | 16,84 m | Bellville       | 22-3-2014 | 535º        |

### Getto del peso indoor
| Stagione | Misura  | Luogo    | Data      | Rank. Mond. |
| -------- | ------- | -------- | --------- | ----------- |
| 2023/24  | 21,85 m | Glasgow  | 1-3-2024  |             |
| 2022/23  | 22,06 m | Istanbul | 11-2-2023 | 2º          |
| 2021/22  | 21,67 m | Belgrado | 19-3-2022 | 7º          |

## Palmarès
| Anno | Manifestazione  | Sede      | Evento         | Risultato | Prestazione | Note                                                      |
| ---- | --------------- | --------- | -------------- | --------- | ----------- | --------------------------------------------------------- |
| 2021 | Giochi olimpici | Tokyo     | Getto del peso | 5º        | 21,41 m     | Miglior prestazione personale                             |
| 2022 | Mondiali indoor | Belgrado  | Getto del peso | 6º        | 21,67 m     | Record nazionale                                          |
| 2023 | Europei indoor  | Istanbul  | Getto del peso | Oro       | 22,06 m     | Record nazionale · Miglior prestazione europea stagionale |
| 2023 | Giochi europei  | Chorzów   | Getto del peso | Oro       | 21,59 m     | [ 11 ]                                                    |
| 2023 | Giochi europei  | Chorzów   | A squadre      | Oro       | 426,5 p.    | [ 11 ]                                                    |
| 2023 | Mondiali        | Budapest  | Getto del peso | 11º       | 19,99 m     |                                                           |
| 2024 | Mondiali indoor | Glasgow   | Getto del peso | 4º        | 21,85 m     | Miglior prestazione personale stagionale                  |
| 2024 | Europei         | Roma      | Getto del peso | 11º       | 19,70 m     |                                                           |
| 2024 | Giochi olimpici | Parigi    | Getto del peso | 11º       | 20,24 m     |                                                           |
| 2025 | Europei indoor  | Apeldoorn | Getto del peso | 8º        | 19,57 m     |                                                           |
| 2025 | Mondiali indoor | Nanchino  | Getto del peso | 8º        | 20,63 m     |                                                           |

## Campionati nazionali
- 1 volta campione italiano assoluto indoor del getto del peso (2024)

2020
- Argento ai campionati italiani assoluti (Padova), getto del peso - 20,31 m

2021
- Argento ai campionati italiani assoluti (Rovereto), getto del peso - 20,43 m

2022
- Argento ai campionati italiani assoluti indoor (Ancona), getto del peso - 20,87 m

2023
- Argento ai campionati italiani assoluti indoor (Ancona), getto del peso - 21,46 m
- Argento ai campionati italiani assoluti (Molfetta), getto del peso - 21,69 m

2024
- Oro ai campionati italiani assoluti indoor, getto del peso - 21,69 m

2025
- Argento ai campionati italiani assoluti indoor, getto del peso - 21,76 m
- Argento ai campionati italiani assoluti, getto del peso - 21,04 m

## Altre competizioni internazionali
2020
- 7º al Golden Gala Pietro Mennea ( Roma), getto del peso - 19,43 m

2021
- 7º in Coppa Europa di lanci ( Spalato), getto del peso - 20,07 m
- 5º al Doha Diamond League ( Doha), getto del peso - 20,26 m
- 7º al Golden Gala Pietro Mennea ( Firenze), getto del peso - 20,06 m
- 6º all'Athletissima ( Losanna), getto del peso, 21,20 m

2022
- Oro in Coppa Europa di lanci ( Leiria), getto del peso - 21,99 m

2023
- Campionati europei a squadre di atletica leggera ( Chorzów)
- Oro ai Campionati europei a squadre di atletica leggera ( Chorzów), getto del peso - 21,59 m
- Bronzo in Coppa Europa di lanci ( Leiria), getto del peso - 20,98 m
- 6º al Golden Gala Pietro Mennea ( Firenze), getto del peso - 21,13 m

2025
- Argento al Golden Gala Pietro Mennea ( Roma), getto del peso - 21,67 m